# فرودگاه هاو
فرودگاه هاو (به انگلیسی: Hao Airport) یک فرودگاه همگانی با کد یاتا HOI است که یک باند فرود آسفالت دارد و طول باند آن ۳۳۸۰ متر است. این فرودگاه در کشور پلی‌نزی فرانسه قرار دارد و در ارتفاع ۳ متری از سطح دریا واقع شده‌است.

## شرکت‌های هواپیمایی و مقصدهای پروازی

### مسافری
| شرکت‌های هواپیمایی | مقصدهای پروازی                                                   |
| ----------------- | ---------------------------------------------------------------- |
| ایر تاهیتی        | آنا، Fangatau، Makemo، Nukutavake، فاآ، Reao، توتوژوژی، Vahitahi |